# Mircea Daneliuc
Mircea Daneliuc (ur. 7 kwietnia 1943 w Chocimiu) – rumuński reżyser i scenarzysta filmowy. 
Jeden z wiodących reżyserów rumuńskiego kina lat 80. i 90. XX w., którego twórczość stanowiła inspirację dla twórców tamtejszej nowej fali początku XXI w. Jego filmy wyróżniał bezkompromisowy realizm, ostra satyra i czarny humor. Autor siedemnastu filmów fabularnych, m.in. Jakub (1988), Ślimaki senatora (1995) czy Ambasadorzy szukają ojczyzny (2003).
Dwa jego filmy, Glissando (1982) oraz Łoże małżeńskie (1993), były oficjalnymi kandydatami Rumunii do Oscara dla najlepszego filmu nieanglojęzycznego, ale ostatecznie żaden z nich nie zdobył nominacji.